# Minifigures
Эта статья о серии конструкторов Lego. О самих фигурках см. Минифигурка Лего.
Minifigures — серия конструкторов Lego, основанная на наборе коллекционных минифигурок Лего и выпускающаяся с 2010 года.
Каждая фигурка представляет собой оригинальный персонаж с новым рисунком одежды и лица. Большинство из них имеют невстречающиеся ранее аксессуары.
Каждая серия (до 21-й) содержала 16 различных минифигурок, за исключением серии «Олимпийская сборная Великобритании» с 9-ю фигурками, Серии 10 с 17-ю (включая ограниченный тираж Mr. Gold), Серий «Дисней» с 18-ю, Серии «Лего Фильм: Бэтмен» с 20-ю, Серии «Лего Фильм: Ниндзяго» с 20-ю, Серии 2 «Лего Фильм: Бэтмен» с 20-ю. Все серии начиная с 21-й имеют 12 минифигурок.

## Особенности
Серия состоит из ряда коллекционных минифигурок Lego, основанных на персонажах из фильмов, спортивных персонажах, исторических персонажах и персонажах популярной культуры. Минифигурки продаются поштучно в идентичных запечатанных упаковках, что не дает возможность выбора покупателю какой-либо определённой фигурки. Подобный подход вызвал споры среди энтузиастов и коллекционеров, увеличив трудности при формировании полной коллекции. Покупки у большинства розничных продавцов не дают никаких гарантий относительно содержимого конкретного пакетика.
Несмотря на попытки обфускации содержимого этих упаковок, пакетики Серии 1 и Серии 2 на оборотной стороне, рядом с штрих-кодом продукта EAN/UPC имеют второй штрих-код, специфичный для фигурки (который уникален для каждой серии). Это позволяет покупателям идентифицировать отдельные минифигурки в упаковке, значительно уменьшив сумму денег и усилий, необходимых для получения полной коллекции, и исключает возможность непреднамеренного получения дубликатов. Существуют также приложения для устройств iPhone и Android, которые идентифицируют эти штрих-коды.
Компания Lego удалила специальные штрих-коды на всех упаковках Серии 3 и Серии 4 и заменила их брайлеподобной системой точек, выбитых на нижней запайке пакетика. Теоретически это позволит покупателям продолжать идентифицировать фигурку, заключенную внутри. Последующие серии не имеют никаких отметок, указывающих их содержимое.
В среднем новая серия выпускается каждые четыре месяца. Даты выпуска иногда различаются между странами.

## Наборы

### Серия 1
Серия 1 (артикул: 8683) была впервые выпущена 5 марта 2010 года в Великобритании и 4 июня 2010 года в Соединённых Штатах Америки.
Первая серия состоит из следующих упаковок:
| №  | Фигурка               | Принадлежности                       | Примечание                                 |
| -- | --------------------- | ------------------------------------ | ------------------------------------------ |
| 1  | Охотник племени       | - Лук - Колчан                       |                                            |
| 2  | Чирлидер              | - Помпон (2 шт.)                     |                                            |
| 3  | Пещерный человек      | - Палица                             |                                            |
| 4  | Цирковой клоун        | - Клаксон                            |                                            |
| 5  | Зомби                 | - Куриный окорочёк - Лопата          |                                            |
| 6  | Скейтбордист          | - Скейтборд                          |                                            |
| 7  | Робот                 |                                      |                                            |
| 8  | Испытательный манекен | - Гаечный ключ - Автомобильный номер |                                            |
| 9  | Иллюзионист           | - Волшебная палочка                  | Дополнительная деталь причёски в комплекте |
| 10 | Лучадор               | - Плащ                               |                                            |
| 11 | Медсестра             | - Планшет - Шприц                    |                                            |
| 12 | Ниндзя                | - Катана                             |                                            |
| 13 | Космонавт             | - Бластер                            |                                            |
| 14 | Лесной разбойник      | - Лук - Колчан                       | По образу Робин Гуда                       |
| 15 | Дайвер                | - Акваланг - Ласты (2 шт.)           |                                            |
| 16 | Ковбой                | - Револьвер (2 шт.)                  |                                            |

### Серия 2
Серия 2 (артикул: 8684) была впервые выпущена 2 сентября 2010 года в Великобритании и в Соединённых Штатах Америки.
Вторая серия состоит из следующих упаковок:
| №  | Фигурка               | Принадлежности                        | Примечание                                                                            |
| -- | --------------------- | ------------------------------------- | ------------------------------------------------------------------------------------- |
| 1  | Перкуссионист         | - Маракас (2 шт.) - Пончо             |                                                                                       |
| 2  | Гоплит                | - Копьё - Гоплон                      |                                                                                       |
| 3  | Шпрехшталмейстер      | - Кнут                                |                                                                                       |
| 4  | Ведьма                | - Помело                              |                                                                                       |
| 5  | Вампир                | - Летучая мышь                        |                                                                                       |
| 6  | Автоинспектор         | - Талон предупреждений - Наручники    |                                                                                       |
| 7  | Исследователь         | - Бинокль - Лупа                      |                                                                                       |
| 8  | Спасательница на воде | - Спасательный буй                    |                                                                                       |
| 9  | Мим                   |                                       | Две дополнительных детали головы с различными выражениями лица в комплекте            |
| 10 | Штангист              | - Штанга                              |                                                                                       |
| 11 | Поп-звезда            | - Микрофон                            |                                                                                       |
| 12 | Горнолыжник           | - Лыжи (2 шт.) - Лыжные палки (2 шт.) |                                                                                       |
| 13 | Диско чувак           | - Грампластинка в конверте            |                                                                                       |
| 14 | Мастер карате         | - Спортивный трофей                   | Первый случай, когда деталь спортивного трофея была представлена в конструкторах Lego |
| 15 | Сёрфер                | - Доска для сёрфинга                  |                                                                                       |
| 16 | Фараон                | - Жезл фараона                        |                                                                                       |

### Серия 3
Серия 3 (артикул: 8803) была впервые выпущена 14 января 2011 года в Великобритании и в Соединённых Штатах Америки.
Третья серия состоит из следующих упаковок:
| №  | Фигурка                   | Принадлежности       | Примечание                    |
| -- | ------------------------- | -------------------- | ----------------------------- |
| 1  | Рыбак                     | - Удочка - Рыба      |                               |
| 2  | Лётчик                    | - Парашютный ранец   |                               |
| 3  | Вождь племени             | - Копьё              |                               |
| 4  | Самурай                   | - Катана             |                               |
| 5  | Сноубордистка             | - Сноуборд           |                               |
| 6  | Космический злодей        | - Бластер            |                               |
| 7  | Борец сумо                | - Спортивный трофей  |                               |
| 8  | Мумия                     | - Скорпионы          |                               |
| 9  | Эльфы                     | - Лук - Щит          |                               |
| 10 | Теннисистка               | - Теннисная ракетка  |                               |
| 11 | Автогонщик                |                      |                               |
| 12 | Паренёк в костюме гориллы | - Банан              | Минифигурка в костюме гориллы |
| 13 | Инопланетянин             | - Бластер            |                               |
| 14 | Танцовщица Хулы           | - Маракас (2 шт.)    |                               |
| 15 | Рэпер                     | - Бумбокс - Микрофон |                               |
| 16 | Бейсболист                | - Бейсбольная бита   |                               |

### Серия 4
Серия 4 (артикул: 8804) была впервые выпущена 1 апреля 2011 года во всём мире.
Четвёртая серия состоит из следующих упаковок:
| №  | Фигурка                    | Принадлежности       | Примечание                       |
| -- | -------------------------- | -------------------- | -------------------------------- |
| 1  | Садовый гном               | - Удочка             |                                  |
| 2  | Гейша                      | - Веер               |                                  |
| 3  | Мушкетёр                   | - Рапира             |                                  |
| 4  | Панк                       | - Электрогитара      |                                  |
| 5  | Сёрферша                   | - Доска для сёрфинга |                                  |
| 6  | Викинг                     | - Боевой топор - Щит |                                  |
| 7  | Чудовище                   |                      | По образу Чудовища Франкенштейна |
| 8  | Хоккеист                   | - Клюшка - Шайба     |                                  |
| 9  | Стритскейтер               | - Скейтборд          |                                  |
| 10 | Матрос                     | - Телескоп           |                                  |
| 11 | Футболист                  | - Спортивный трофей  |                                  |
| 12 | Оборотень                  | - Кость              |                                  |
| 13 | Паренёк в защитном костюме | - Пульверизатор      |                                  |
| 14 | Художник                   | - Кисть - Палитра    |                                  |
| 15 | Фигуристка                 |                      |                                  |
| 16 | Безумный учёный            | - Колба              |                                  |

### Серия 5
Серия 5 (артикул: 8805) была впервые выпущена 22 августа 2011 года в Великобритании и в Соединённых Штатах Америки.
Пятая серия состоит из следующих упаковок:
| №  | Фигурка                   | Принадлежности                  | Примечание                    |
| -- | ------------------------- | ------------------------------- | ----------------------------- |
| 1  | Выпускник                 | - Диплом                        |                               |
| 2  | Гладиатор                 | - Гладиус - Щит                 |                               |
| 3  | Королевский гвардеец      | - Винтовка                      |                               |
| 4  | Эскимос                   | - Удочка - Рыба                 |                               |
| 5  | Пещерная женщина          | - Палица                        |                               |
| 6  | Паренёк в костюме ящерицы |                                 | Минифигурка в костюме ящерицы |
| 7  | Работница зоопарка        | - Шимпанзе - Банан              |                               |
| 8  | Лесоруб                   | - Топор                         |                               |
| 9  | Клоун-карлик              | - Торт                          |                               |
| 10 | Инструктор по фитнесу     | - Бумбокс                       |                               |
| 11 | Детектив                  | - Лупа                          | По образу Шерлока Холмса      |
| 12 | Злой гном                 | - Боевой топор - Щит            |                               |
| 13 | Боксёр                    |                                 |                               |
| 14 | Великая царица            | - Змея                          | По образу Клеопатры VII       |
| 15 | Гангстер                  | - Револьвер - Скрипичный футляр |                               |
| 16 | Сноубордист               | - Сноуборд                      |                               |

### Серия 6
Серия 6 (артикул: 8827) была выпущена в декабре 2011 года в Великобритании и 9 января 2012 года в США.
Шестая серия состоит из следующих упаковок:
| №  | Фигурка                  | Принадлежности                         | Примечание |
| -- | ------------------------ | -------------------------------------- | ---------- |
| 1  | Серый пришелец           | - Бластер                              |            |
| 2  | Шотландский рыцарь       | - Клеймор - Щит                        |            |
| 3  | Соня                     | - Плюшевый мишка                       |            |
| 4  | Статуя Свободы           | - Факел - Скрижаль                     |            |
| 5  | Разбойник                | - Револьвер (2 шт.)                    |            |
| 6  | Танцовщица фламенко      | - Веер                                 |            |
| 7  | Заводной робот           |                                        |            |
| 8  | Минотавр                 | - Боевой топор                         |            |
| 9  | Лепрекон                 | - Горшок с золотом                     |            |
| 10 | Римский легионер         | - Копьё - Щит                          |            |
| 11 | Хирург                   | - Рентгенограмма - Шприц               |            |
| 12 | Скейтбордистка           | - Скейтборд                            |            |
| 13 | Межгалактическая девушка | - Бластер                              |            |
| 14 | Мясник                   | - Рулька - Секач                       |            |
| 15 | Автомеханик              | - Гаечный ключ - Ящик для инструментов |            |
| 16 | Джинн                    | - Волшебная лампа                      |            |

### Серия 7
Серия 7 (артикул: 8831) была впервые выпущена весной 2012 года.
Седьмая серия состоит из следующих упаковок:
| №  | Фигурка                   | Принадлежности                | Примечание                    |
| -- | ------------------------- | ----------------------------- | ----------------------------- |
| 1  | Чемпионка по плаванию     |                               |                               |
| 2  | Воин-орёл                 | - Копьё - Щит                 |                               |
| 3  | Паренёк в костюме кролика | - Морковь                     | Минифигурка в костюме кролика |
| 4  | Невеста                   | - Цветы                       |                               |
| 5  | Морской царь              | - Трезубец                    |                               |
| 6  | Волынщик                  | - Великая хайлендская волынка |                               |
| 7  | Каскадёр                  |                               |                               |
| 8  | Галактический патрульный  | - Пистолет                    |                               |
| 9  | Выдающийся теннисист      | - Теннисная ракетка           |                               |
| 10 | Одичавший мальчик         | - Шимпанзе - Нож              | По образу Тарзана             |
| 11 | Хиппи                     | - Цветы                       |                               |
| 12 | Программист               | - Ноутбук - Кружка            |                               |
| 13 | Женщина-викинг            | - Каролингский меч - Щит      |                               |
| 14 | Чёрный рыцарь             | - Меч - Щит                   |                               |
| 15 | Рокерша                   | - Электрогитара               |                               |
| 16 | Бабушкина гостья          | - Корзина                     | По образу Красной Шапочки     |

### Серия 8
Серия 8 (артикул: 8833) была впервые выпущена в сентябре 2012 года.
Восьмая серия состоит из следующих упаковок:
| №  | Фигурка                | Принадлежности                             | Примечание                                                         |
| -- | ---------------------- | ------------------------------------------ | ------------------------------------------------------------------ |
| 1  | Злой робот             | - Бластер                                  |                                                                    |
| 2  | Конкистадор            | - Шпага                                    |                                                                    |
| 3  | Баварец                | - Брецель                                  |                                                                    |
| 4  | Ковбойка               | - Лассо                                    |                                                                    |
| 5  | Американский футболист | - Спортивный кубок                         |                                                                    |
| 6  | Водолаз                | - Подводное ружьё                          |                                                                    |
| 7  | Горнолыжница           | - Лыжи (2 шт.) - Лыжные палки (2 шт.)      |                                                                    |
| 8  | Бизнесмен              | - Портфель - Газета                        |                                                                    |
| 9  | Фея                    | - Волшебная палочка                        |                                                                    |
| 10 | Санта-Клаус            | - Мешок                                    |                                                                    |
| 11 | Вампир-летучая мышь    |                                            |                                                                    |
| 12 | Диджей                 | - Грампластинка - Грампластинка в конверте |                                                                    |
| 13 | Чирлидерша в красном   | - Помпон (2 шт.)                           |                                                                    |
| 14 | Трагик                 | - Череп                                    |                                                                    |
| 15 | Пиратский капитан      | - Абордажная сабля                         |                                                                    |
| 16 | Злодейка-инопланетянка | - Бластер                                  | Эта минифигурка отсылает к серии конструкторов Lego Alien Conquest |

### Серия «Олимпийская сборная Великобритании»
Серия «Олимпийская сборная Великобритании» (артикул: 8909) была выпущена в июле 2012 года исключительно в Великобритании.
Выпуск эксклюзивной серии минифигурок посвящен открытию летних Олимпийских игр, проходивших в Лондоне.
Эта серия состоит из следующих 9 упаковок (вместо типичных 16):
| № | Фигурка                 | Принадлежности       | Примечание |
| - | ----------------------- | -------------------- | ---------- |
| 1 | Ловкий лучник           | - Спортивный лук     |            |
| 2 | Боксёр-крепыш           |                      |            |
| 3 | Гуттаперчевая гимнастка | - Бревно             |            |
| 4 | Драчливая дзюдоистка    |                      |            |
| 5 | Расчётливый теннисист   | - Теннисная ракетка  |            |
| 6 | Штангист-силач          | - Штанга             |            |
| 7 | Эстафетный бегун        | - Эстафетная палочка |            |
| 8 | Пловец-невидимка        |                      |            |
| 9 | Наездница-кавалеристка  |                      |            |

### Серия 9
Серия 9 (артикул: 71000) была выпущена в конце октября 2012 года в Великобритании и в январе 2013 года в США.
Эта серия состоит из следующих упаковок:
| №  | Фигурка                     | Принадлежности                   | Примечание                                |
| -- | --------------------------- | -------------------------------- | ----------------------------------------- |
| 1  | Официант                    | - Поднос - Бутылка               |                                           |
| 2  | Циклоп                      | - Палица                         |                                           |
| 3  | Восходящая Звезда Голливуда | - Статуэтка                      | По образу Мэрилин Монро                   |
| 4  | Благородный рыцарь          | - Меч - Щит                      |                                           |
| 5  | Римский император           | - Эдикт                          | По образу Юлия Цезаря                     |
| 6  | Полицейский                 | - Наручники - Жетон полицейского |                                           |
| 7  | Паренёк в костюме цыплёнка  |                                  | Минифигурка в костюме цыплёнка            |
| 8  | Роллерша                    |                                  |                                           |
| 9  | Гадалка                     | - Игральные карты (2 шт.)        |                                           |
| 10 | Судья                       | - Молоток судьи                  |                                           |
| 11 | Инопланетный мститель       | - Пистолет                       |                                           |
| 12 | Русалка                     | - Морская звезда                 |                                           |
| 13 | Боевой робот                |                                  |                                           |
| 14 | Доппельгангер               | - Колба                          | По образу доктора Джекила и мистера Хайда |
| 15 | Лесная дева                 | - Длинный лук - Щит              | По образу девы Марианны                   |
| 16 | Сантехник                   | - Вантуз                         |                                           |

### Серия 10
Серия 10 (артикул: 71001) был выпущен 6 февраля 2013 года в Великобритании и 1 мая 2013 года в США. Серия представлена 17 минифигурками, одна из которых является позолоченной минифигуркой с ограниченным тиражом всего 5000 штук по всему миру.
Эта серия состоит из следующих упаковок:
| №  | Фигурка                   | Принадлежности           | Примечание                  |
| -- | ------------------------- | ------------------------ | --------------------------- |
| 1  | Библиотекарь              | - Книга - Кружка         |                             |
| 2  | Горгона Медуза            |                          |                             |
| 3  | Центурион                 | - Гладиус                |                             |
| 4  | Амазонка                  | - Копьё - Щит            |                             |
| 5  | Ирокез                    | - Томагавк               |                             |
| 6  | Парашютист                |                          |                             |
| 7  | Девчонка в костюме шмеля  | - Горшок для мёда        | Минифигурка в костюме шмеля |
| 8  | Дедушка                   | - Кружка - Газета        |                             |
| 9  | Пейнтболист               | - Пейнтбольный маркер    |                             |
| 10 | Капитан                   | - Чайка - Бинокль        |                             |
| 11 | Паяц                      |                          |                             |
| 12 | Американский революционер | - Мушкет                 |                             |
| 13 | Бейсболист                |                          |                             |
| 14 | Модница                   | - Чихуахуа - Смартфон    |                             |
| 15 | Маляр                     | - Малярный валик - Ведро |                             |
| 16 | Мотомеханик               | - Гаечный ключ           |                             |
|    | Мистер Голд               | - Трость                 | Ограниченный тираж          |

### Серия 11
Серия 11 (артикул: 71002) была выпущена 30 июня 2013 года в Великобритании и 1 сентября 2013 года в США.
Эта серия состоит из следующих упаковок:
| №  | Фигурка                  | Принадлежности                    | Примечание                                                       |
| -- | ------------------------ | --------------------------------- | ---------------------------------------------------------------- |
| 1  | Варвар                   | - Меч (2 шт.)                     |                                                                  |
| 2  | Пугало                   | - Вилы                            | Дополнительная деталь вороны, прикрепляемой к шляпе, в комплекте |
| 3  | Баварка                  | - Брецель                         |                                                                  |
| 4  | Злой боевой робот        | - Бластер                         |                                                                  |
| 5  | Полинезийский воин       | - Копьё                           |                                                                  |
| 6  | Пряничный человечек      | - Кружка                          |                                                                  |
| 7  | Рождественский эльф      | - Подарок - Плюшевый мишка        |                                                                  |
| 8  | Снежный человек          | - Фруктовый лёд                   |                                                                  |
| 9  | Альпинист                | - Трос - Ледоруб                  |                                                                  |
| 10 | Газосварщик              | - Автоген с ацетиленовым баллоном |                                                                  |
| 11 | Учёный                   | - Колба (2 шт.)                   |                                                                  |
| 12 | Саксофонист              | - Саксофон                        |                                                                  |
| 13 | Официантка из закусочной | - Креманка с мороженым - Поднос   |                                                                  |
| 14 | Бабушка                  | - Корзина - Кошка                 |                                                                  |
| 15 | Констебль                | - Полицейская дубинка             |                                                                  |
| 16 | Гиноид                   |                                   |                                                                  |

### Серия «Лего. Фильм»
Серия «Лего. Фильм» (артикул: 71004) была выпущена в январе 2014 года.
Серия полностью состоит из персонажей полнометражного компьютерного анимационного фильма «Лего. Фильм».
Эта серия состоит из следующих упаковок:
| №  | Фигурка                   | Принадлежности                    | Примечание                   |
| -- | ------------------------- | --------------------------------- | ---------------------------- |
| 1  | Дрон Каламити             | - Кремнёвое ружьё                 |                              |
| 2  | Президент Бизнес          | - Кружка                          |                              |
| 3  | Эммет в рабочей каске     | - Инструкция по эксплуатации      |                              |
| 4  | Дикарка с Дикого Запада   | - Веер                            |                              |
| 5  | Авраам Линкольн           | - Рукопись с Геттисбергской речью |                              |
| 6  | Г-жа Стретчен-Пост        | - Кошка                           |                              |
| 7  | Злой коп/Хороший коп      | - Наручники - Смартфон            | Вариант с накарябанным лицом |
| 8  | Уильям Шекспир            | - Сценарий                        |                              |
| 9  | Рабочий-строитель Гейл    | - Отбойный молоток                |                              |
| 10 | Бариста Ларри             | - Бумажный стаканчик              |                              |
| 11 | Велма Стэплбот            | - Планшет                         |                              |
| 12 | Паренёк Тако Тьюздей      | - Тарелка с едой                  |                              |
| 13 | Паренёк «Где мои штаны?», | - Штаны                           |                              |
| 14 | Вайли Фьюзбот             | - Револьвер - Динамит             |                              |
| 15 | Паренёк в костюме панды   | - Плюшевый мишка                  | Минифигурка в костюме панды  |
| 16 | Марша: Королева русалок   | - Раковина с жемчужиной           |                              |

### Серия «Симпсоны»
Серия «Симпсоны» (артикул: 71005) была выпущена в мае 2014 года.
Серия полностью состоит из персонажей мультсериала «Симпсоны».
Эта серия состоит из следующих упаковок:
| №  | Фигурка               | Принадлежности                              | Примечание                  |
| -- | --------------------- | ------------------------------------------- | --------------------------- |
| 1  | Гомер Симпсон         | - Пульт дистанционного управления - Пончик  |                             |
| 2  | Барт Симпсон          | - Скейтборд                                 |                             |
| 3  | Мардж Симпсон         | - Мешок - Журнал                            |                             |
| 4  | Лиза Симпсон          | - Саксофон                                  |                             |
| 5  | Мэгги Симпсон         | - Плюшевый мишка                            |                             |
| 6  | Абрахам Симпсон       | - Газета                                    |                             |
| 7  | Нед Фландерс          | - Ящик для инструментов - Кружка            |                             |
| 8  | Клоун Красти          | - Кремовый торт                             |                             |
| 9  | Милхаус Ван Хутен     | - Книга комиксов                            |                             |
| 10 | Ральф Виггам          | - Валентинка                                |                             |
| 11 | Апу Нахасапимапетилон | - Бумажный стаканчик                        |                             |
| 12 | Нельсон Манц          | - Бейсбольная бита                          |                             |
| 13 | Щекотка               | - Палица                                    |                             |
| 14 | Царапка               | - Топор                                     |                             |
| 15 | Шеф Виггам            | - Полицейская дубинка - Мегафон             |                             |
| 16 | Мистер Бёрнс          | - Круглый аквариум - Радиоактивное вещество | Трёхглазая рыба в аквариуме |

### Серия 12
Серия 12 (артикул: 71007) была выпущена в середине августа в Великобритании и в сентябре 2014 года в США.
Эта серия состоит из следующих упаковок:
| №  | Фигурка                  | Принадлежности               | Примечание                   |
| -- | ------------------------ | ---------------------------- | ---------------------------- |
| 1  | Волшебник                | - Волшебная палочка          | По образу Мерлина            |
| 2  | Воин-гунн                | - Меч - Щит                  |                              |
| 3  | Царевна-лягушка          | - Лягушка                    |                              |
| 4  | Геймер                   | - Игровой контроллер         |                              |
| 5  | Афина                    | - Копьё - Щит                |                              |
| 6  | Космический забойщик     | - Бур                        |                              |
| 7  | Спасатель на воде        | - Бинокль - Спасательный буй |                              |
| 8  | Старатель                | - Кирка                      |                              |
| 9  | Шут                      | - Игральные карты (2 шт.)    |                              |
| 10 | Дино-следопыт            | - Блочный лук - Шприц        |                              |
| 11 | Разносчик пиццы          | - Коробка для пиццы - Пицца  |                              |
| 12 | Рок-звезда               | - Электрогитара              |                              |
| 13 | Головорез                | - Шпага                      |                              |
| 14 | Паренёк в костюме свиньи | - Яблоко                     | Минифигурка в костюме свиньи |
| 15 | Джинири                  | - Волшебная лампа            |                              |
| 16 | Девочка-призрак          | - Плюшевый мишка             |                              |

### Серия 13
Серия 13 (артикул: 71008) была выпущена в начале декабря 2014 года в Великобритании и около Рождества 2014 года в США.
Эта серия состоит из следующих упаковок:
| №  | Фигурка                     | Принадлежности                       | Примечание                      |
| -- | --------------------------- | ------------------------------------ | ------------------------------- |
| 1  | Классический король         | - Меч                                |                                 |
| 2  | Шериф                       | - Револьвер - Разыскная ориентировка |                                 |
| 3  | Девочка в костюме единорога |                                      | Минифигурка в костюме единорога |
| 4  | Заклинатель змей            | - Кобра - Бансури                    |                                 |
| 5  | Гоблин                      | - Меч - Мешок                        |                                 |
| 6  | Палеонтолог                 | - Кость - Фоссилии                   |                                 |
| 7  | Внеземной десантник         | - Бластер                            |                                 |
| 8  | Древнеегипетский воин       | - Хопеш - Щит                        |                                 |
| 9  | Плотник                     | - Доска - Ножовка по дереву          |                                 |
| 10 | Злой колдун                 | - Посох                              | По образу Минга Безжалостного   |
| 11 | Фехтовальщик                | - Шпага                              |                                 |
| 12 | Самурай                     | - Катана (2 шт.)                     |                                 |
| 13 | Диско-дива                  | - Микрофон                           |                                 |
| 14 | Паренёк в костюме хот-дога  |                                      | Минифигурка в костюме хот-дога  |
| 15 | Лихо                        | - Палица                             |                                 |
| 16 | Галактический десантник     | - Пистолет (2 шт.)                   |                                 |

### Серия 2 «Симпсоны»
Серия 2 «Симпсоны» (артикул: 71009) была выпущена в апреле 2015 года в Великобритании и в США.
Серия полностью состоит из персонажей мультсериала «Симпсоны» и является продолжением первой серии минифигурок «Симпсоны».
Эта серия состоит из следующих упаковок:
| №  | Фигурка                          | Принадлежности                                            | Примечание |
| -- | -------------------------------- | --------------------------------------------------------- | ---------- |
| 1  | Гомер на свидании                | - Подарочная коробка                                      |            |
| 2  | Мардж на свидании                | - Цветы - Сумка                                           |            |
| 3  | Лиза и Снежок II                 | - Снежок II                                               |            |
| 4  | Мэгги и Маленький помощник Санты | - Маленький помощник Санты                                |            |
| 5  | Бартмэн                          | - Рогатка                                                 |            |
| 6  | Фоллаут Бой Милхаус              | - Банка «Базз-Колы»                                       |            |
| 7  | Продавец комиксов                | - Книга комиксов - Коктейль с замороженным соком «Сквиши» |            |
| 8  | Мартин Принс                     | - Книга                                                   |            |
| 9  | Профессор Фринк                  | - Колба                                                   |            |
| 10 | Ганс Молман                      | - Поддельное водительское удостоверение                   |            |
| 11 | Сельма                           | - Таблица для проверки остроты зрения                     |            |
| 12 | Пэтти                            | - Дамская сумочка                                         |            |
| 13 | Садовник Вилли                   | - Вантуз                                                  |            |
| 14 | Эдна Крабаппл                    | - Кружка - Рамка с фотографией                            |            |
| 15 | Вэйлон Смитерс                   | - Коробка с куклой (Малибу Стейси)                        |            |
| 16 | Доктор Хибберт                   | - Рентгенограмма                                          |            |

### Серия 14
Серия 14 (артикул: 71010) была выпущена в начале августа 2015 года в Великобритании и в середине августа в США.
Тематика персонажей серии полностью посвящена монстрам.
Эта серия состоит из следующих упаковок:
| №  | Фигурка            | Принадлежности                     | Примечание                                   |
| -- | ------------------ | ---------------------------------- | -------------------------------------------- |
| 1  | Вервольф           | - Кость                            | Ликантропный вариант Лесоруба (из Серии 5)   |
| 2  | Пират-зомби        | - Меч                              |                                              |
| 3  | Безумный учёный    | - Колба                            |                                              |
| 4  | Сумасшедшая ведьма | - Метла - Кошка                    |                                              |
| 5  | Растение-чудовище  | - Лоза (2 шт.)                     |                                              |
| 6  | Муха-чудовище      |                                    |                                              |
| 7  | Призрак            | - Цепь                             |                                              |
| 8  | Чирлидер-зомби     | - Помпон (2 шт.)                   |                                              |
| 9  | Женщина-тигр       | - Кнут                             | Минифигурка в тигрином костюме на Хеллоуин   |
| 10 | Гаргулья           |                                    |                                              |
| 11 | Парень-скелет      | - Корзина в виде Светильника Джека | Минифигурка в костюме скелета на Хеллоуин    |
| 12 | Рокер-чудовище     | - Электрогитара                    | Вариант рок-музыканта Чудовище Франкенштейна |
| 13 | Бизнесмен-зомби    | - Портфель - Газета                |                                              |
| 14 | Банши              |                                    |                                              |
| 15 | Бигфут             | - Фотоаппарат                      |                                              |
| 16 | Женщина-кровопийца | - Паук                             |                                              |

### Серия 15
Серия 15 (артикул: 71011) была выпущена в Великобритании 5 декабря 2015 года и в США 1 февраля 2016 года.
Эта серия состоит из следующих упаковок:
| №  | Фигурка                                 | Принадлежности                             | Примечание                  |
| -- | --------------------------------------- | ------------------------------------------ | --------------------------- |
| 1  | Фермер                                  | - Свинья - Вилы                            |                             |
| 2  | Космонавт                               | - Флаг                                     |                             |
| 3  | Грозный рыцарь                          | - Моргенштерн - Щит                        |                             |
| 4  | Паренёк-недотёпа                        | - Костыль (2 шт.)                          |                             |
| 5  | Женщина племени                         | - Младенец в пелёнках                      | По образу Сакагавеи         |
| 6  | Архангел                                | - Копьё                                    |                             |
| 7  | Фавн                                    | - Флейта                                   |                             |
| 8  | Специалист по отлову бездомных животных | - Сачёк - Скунс                            |                             |
| 9  | Уборщик                                 | - Моп                                      |                             |
| 10 | Балерина                                |                                            |                             |
| 11 | Лазерный мех                            | - Световой фальшион                        |                             |
| 12 | Кэндока                                 | - Синай (2 шт.)                            |                             |
| 13 | Паренёк в костюме акулы                 |                                            | Минифигурка в костюме акулы |
| 14 | Реслер-чемпион                          | - Кубок                                    | По образу Последнего воина  |
| 15 | Чёрный археолог                         | - Драгоценный камень - Абордажный пистолет |                             |
| 16 | Королева                                |                                            |                             |

### Серия «Дисней»
Серия «Дисней» (артикул: 71012) была выпущена 1 мая 2016 года.
Серия полностью состоит из персонажей мультипликационных фильмов студий «Walt Disney Animation Studios» и Pixar Animation Studios.
Эта серия состоит из следующих 18 упаковок (вместо типичных 16):
| №  | Фигурка               | Принадлежности          | Примечание |
| -- | --------------------- | ----------------------- | ---------- |
| 1  | Стич                  |                         |            |
| 2  | Инопланетянин         |                         |            |
| 3  | Базз Лайтер           |                         |            |
| 4  | Аладдин               | - Волшебная лампа       |            |
| 5  | Джинн                 | - Волшебная лампа       |            |
| 6  | Малефисента           | - Посох                 |            |
| 7  | Алиса                 | - Бутылка - Печенье     |            |
| 8  | Чеширский Кот         |                         |            |
| 9  | Дейзи Дак             |                         |            |
| 10 | Дональд Дак           |                         |            |
| 11 | Минни Маус            |                         |            |
| 12 | Микки Маус            |                         |            |
| 13 | Мистер Исключительный | - Плакат                |            |
| 14 | Синдром               | - Синька                |            |
| 15 | Питер Пэн             | - Нож (2 шт.)           |            |
| 16 | Капитан Крюк          | - Шпага                 |            |
| 17 | Урсула                | - Трезубец              |            |
| 18 | Ариэль                | - Раковина с жемчужиной |            |

### Серия «Сборная Германии по футболу»
Серия «Сборная Германии по футболу» (артикул: 71014) была выпущена в мае 2016 года в Германии, Австрии, Швейцарии и США, а также в магазинах Lego по всей Европе.
Эта серия состоит из следующих упаковок:
| №  | Фигурка              | Принадлежности                 | Примечание             |
| -- | -------------------- | ------------------------------ | ---------------------- |
| 1  | Мануэль Нойер        | - Футбольный мяч               | Капитан сборной        |
| 2  | Шкодран Мустафи      | - Футбольный мяч               |                        |
| 3  | Месут Озиль          | - Футбольный мяч               |                        |
| 4  | Бенедикт Хёведес     | - Футбольный мяч               |                        |
| 5  | Матс Хуммельс        | - Футбольный мяч               |                        |
| 6  | Сами Хедира          | - Футбольный мяч               |                        |
| 7  | Бастиан Швайнштайгер | - Футбольный мяч               |                        |
| 8  | Андре Шюррле         | - Футбольный мяч               |                        |
| 9  | Томас Мюллер         | - Футбольный мяч               |                        |
| 10 | Жером Боатенг        | - Футбольный мяч               |                        |
| 11 | Тони Кроос           | - Футбольный мяч               |                        |
| 12 | Марио Гётце          | - Футбольный мяч               |                        |
| 13 | Кристоф Крамер       | - Футбольный мяч               |                        |
| 14 | Марко Ройс           | - Футбольный мяч               |                        |
| 15 | Макс Крузе           | - Футбольный мяч               |                        |
| 16 | Йоахим Лёв           | - Тренерская тактическая доска | Главный тренер сборной |

### Серия 16
Серия 16 (артикул: 71013) была выпущена во всём мире 1 сентября 2016 года.
Эта серия состоит из следующих упаковок:
| №  | Фигурка                    | Принадлежности                                | Примечание                                |
| -- | -------------------------- | --------------------------------------------- | ----------------------------------------- |
| 1  | Снежная королева           | - Ледяные осколки (2 шт.)                     |                                           |
| 2  | Арабский воин              | - Скимитар                                    |                                           |
| 3  | Киборг                     | - Бластер                                     |                                           |
| 4  | Непослушный чертёнок       | - Корзина в виде Светильника Джека - Трезубец | Минифигурка в костюме четёнка на Хеллоуин |
| 5  | Мальчик-призрак            | - Книга - Паук                                |                                           |
| 6  | Походник                   | - Компас - Карта                              |                                           |
| 7  | Фотоохотница               | - Фотоаппарат - Пингвин                       |                                           |
| 8  | Кикбоксерша                |                                               |                                           |
| 9  | Подлый пират               | - Абордажная сабля - Географическая карта     |                                           |
| 10 | Мальчик в костюме пингвина |                                               | Минифигурка в костюме пингвина            |
| 11 | Отщепенец                  | - Лук - Колчан                                |                                           |
| 12 | Победитель выставки собак  | - Собака - Кубок                              |                                           |
| 13 | Мариачи                    | - Гитара                                      |                                           |
| 14 | Шпион                      | - Пистолет - Трос                             |                                           |
| 15 | Паренёк в костюме банана   |                                               | Минифигурка в костюме банана              |
| 16 | Няня                       | - Младенец - Рожок для кормления              |                                           |

### Серия «Лего Фильм: Бэтмен»
Серия «Лего Фильм: Бэтмен» (артикул:71017) была выпущена 1 января 2017 года.
Эта серия состоит из следующих 20 упаковок (вместо типичных 16):
| №  | Фигурка                     | Принадлежности                   | Примечание |
| -- | --------------------------- | -------------------------------- | ---------- |
| 1  | Бэтмен — любитель лобстеров | - Тарелка с лобстером            |            |
| 2  | Бэтмен — глэм-металлист     | - Электрогитара                  |            |
| 3  | Бэтмен — фея                | - Волшебная палочка              |            |
| 4  | Бэтмен — троглодит          | - Палица                         |            |
| 5  | Бэтмен в отпуске            |                                  |            |
| 6  | Барбара Гордон              | - Наручники                      |            |
| 7  | Комиссар Гордон             | - Рация - Разыскная ориентировка |            |
| 8  | Джокер в лечебнице Аркхем   | - Наручники                      |            |
| 9  | Дик Грейсон                 | - Отпугиватель акул              |            |
| 10 | Бэтгёрл в розовом           | - Бэтаранг                       |            |
| 11 | Красный Колпак              | - Пистолеты (2 шт.)              |            |
| 12 | Ластик                      | - Тетрадь                        |            |
| 13 | Харли Квинн — медсестра     | - Планшет                        |            |
| 14 | Касатка                     |                                  |            |
| 15 | Мистер Зодиак               | - Краб - Рыба                    |            |
| 16 | Кэтмен                      | - Когти (2 шт.)                  |            |
| 17 | Марч Гарриет                | - Пистолет-пулемёт Томпсона      |            |
| 18 | Калькулятор                 |                                  |            |
| 19 | Царь Тут                    | - Змея - Посох                   |            |
| 20 | Мим                         | - Искровой разряд (2 шт.)        |            |

### Серия 17
Серия 17 (артикул: 71018) была выпущена во всём мире 1 мая 2017 года.
Эта серия состоит из следующих упаковок:
| №  | Фигурка                    | Принадлежности                                       | Примечание                      |
| -- | -------------------------- | ---------------------------------------------------- | ------------------------------- |
| 1  | Профессиональный сёрфер    | - Доска для сёрфинга                                 |                                 |
| 2  | Цирковой силач             | - Гантель                                            |                                 |
| 3  | Кондитер                   | - Пирог - Венчик                                     |                                 |
| 4  | Паренёк в костюме кукурузы |                                                      | Минифигурка в костюме кукурузы  |
| 5  | Ветеринар                  | - Кролик                                             |                                 |
| 6  | Торговец хот-догами        | - Хот-дог - Бумажный стаканчик с соломинкой - Поднос |                                 |
| 7  | Девочка в костюме бабочки  | - Цветы                                              | Минифигурка в костюме бабочки   |
| 8  | Римский гладиатор          | - Трезубец                                           |                                 |
| 9  | Коносьер                   | - Французский багет - Французский бульдог            |                                 |
| 10 | Воинственный гном          | - Боевой топор - Боевой молот                        |                                 |
| 11 | Ретро-космогерой           | - Бластер                                            |                                 |
| 12 | Яппи                       | - Сотовый телефон                                    |                                 |
| 13 | Мальчик в костюме ракеты   | - Флаг                                               | Минифигурка в костюме ракеты    |
| 14 | Учитель танцев             | - Бутылка для воды                                   |                                 |
| 15 | Эльфийка                   | - Меч - Щит                                          |                                 |
| 16 | Разбойник с большой дороги | - Кремнёвый пистолет (2 шт.)                         | Обозначен как «The Mystery Man» |

### Серия «Лего Фильм: Ниндзяго»
Серия «Лего Фильм: Ниндзяго» (артикул: 71019) была выпущена во всём мире 1 августа 2017 года.
Эта серия состоит из следующих упаковок:
| №  | Фигурка                                     | Принадлежности                        | Примечание                                                                |
| -- | ------------------------------------------- | ------------------------------------- | ------------------------------------------------------------------------- |
| 1  | Кай Кэндока                                 | - Синай (2 шт.)                       | Дополнительная деталь причёски в комплекте                                |
| 2  | Ния, обучающаяся Кружитцу                   | - Катана (2 шт.)                      |                                                                           |
| 3  | Ллойд                                       | - Синька - Меч                        | Дополнительная деталь причёски в комплекте Вариант в виде Зелёного ниндзя |
| 4  | Мастер Ву                                   | - Коробка кукурузных хлопьев          |                                                                           |
| 5  | Гармадон                                    | - Посох                               |                                                                           |
| 6  | Jay Walker                                  | - Палка для селфи                     |                                                                           |
| 7  | Ллойд Гармадон                              | - Миска - Ложка                       |                                                                           |
| 8  | Коул                                        | - Бумбокс                             |                                                                           |
| 9  | Мисако                                      | - Дамская сумочка                     | Также известна как Коко                                                   |
| 10 | Зейн                                        |                                       |                                                                           |
| 11 | Генерал Армии акул № 1                      | - Коктейлевый стаканчик с соломинкой  |                                                                           |
| 12 | Осьминог Армии акул                         | - Бластер - Рыба                      |                                                                           |
| 13 | Морской чёрт Армии акул                     | - Моргенштерн с рукоядкой в виде рыбы |                                                                           |
| 14 | Белая акула Армии акул                      | - Рыбовидный огнемёт                  |                                                                           |
| 15 | Гармадон из прошлого                        | - Фотоаппарат - Плакат                |                                                                           |
| 16 | Вулканический Гармадон                      | - Миска - Ложка                       |                                                                           |
| 17 | Рокер-гитарист                              | - Электрогитара                       |                                                                           |
| 18 | Техник Энергетической лаборатории Гармадона | - Ноутбук - Кружка                    |                                                                           |
| 19 | Су-шеф                                      | - Секач - Суши                        |                                                                           |
| 20 | Н-поп девочка                               | - Плюшевый мишка                      |                                                                           |

### Серия 2 «Лего Фильм: Бэтмен»
Серия 2 «Лего Фильм: Бэтмен» (артикул: 71020) была выпущена во всём мире 1 января 2018 года.
Эта серия состоит из следующих упаковок:
| #  | Фигурка                         | Принадлежности                             | Примечание |
| -- | ------------------------------- | ------------------------------------------ | ---------- |
| 1  | Харли Квин в стиле диско        | - Роликовые коньки (2 шт.)                 |            |
| 2  | Альфред Пенниуорт в стиле диско | - Электрогитара                            |            |
| 3  | Король Часов                    | - Часовые стрелки (2 шт.)                  |            |
| 4  | Хьюго Стрейндж                  | - Зелёная колба - Пурпурная колба          |            |
| 5  | Бэтмен-русалка                  | - Трезубец                                 |            |
| 6  | Бэтмен в купальном костюме      | - Дельфин - Спасательный буй               |            |
| 7  | Джокер в отпуске                | - Фотоаппарат - Фруктовый лёд              |            |
| 8  | Робин в отпуске                 | - Вафельный рожок - Бумбокс                |            |
| 9  | Бэтгёрл в отпуске               | - Доска для серфинга                       |            |
| 10 | Альфред Пенниуорт в отпуске     | - Бокал с вишней                           |            |
| 11 | Бэтгёрл с бэт-сувенирами        | - Бэтбаксы (2 шт.)                         |            |
| 12 | Убийца Мотылёк                  | - Бластер                                  |            |
| 13 | Чудо-Близнец Джейна             | - Грампластинка - Конверт от грампластинки |            |
| 14 | Чудо-Близнец Зан                | - Ведро                                    |            |
| 15 | Вождь Апачей                    | - Фотография из фотокабины                 |            |
| 16 | Джор-Эл                         | - Кристалл                                 |            |
| 17 | Генерал Зод                     | - Газета                                   |            |
| 18 | Доктор Фосфор                   | - Зелёное пламя (2 шт.)                    |            |
| 19 | Чёрная Канарейка                | - Микрофон со стойкой                      |            |
| 20 | Черный Вулкан                   | - Искровой разряд (2 шт.)                  |            |

### Серия 18
Серия 18 (артикул: 71021) была выпущена во всём мире 1 апреля 2018 года.
Тематика персонажей серии полностью посвящена празднованию 40-летней годовщины выпуска минифигурки Лего.
Эта серия состоит из следующих упаковок:
| #  | Фигурка                       | Принадлежности                                                                   | Примечание |
| -- | ----------------------------- | -------------------------------------------------------------------------------- | --- |
| 1  | Девочка-слонёнок              | Мышь                                                                             | Минифигурка в костюме слонёнка Альтернативное выражение лица                                                                         |
| 2  | Парень в костюме кубика Lego  | Синяя пластина Лего 1x1                                                          | |
| 3  | Девочка в костюме кубика Lego | Красная пластина Лего 1x1                                                        | |
| 4  | Весёлый клоун                 | Воздушный шарик — собачка (зелёный и фиолетовый)                                 | |
| 5  | Парень-фейерверк              |                                                                                  | Минифигурка в костюме петарды |
| 6  | Именинница                    | Подарочная коробка печеньем (2 шт.) Фиолетовый воздушный шарик                   | Праздничный колпак на причёске |
| 7  | Парень в костюме дракона      |                                                                                  | В память о драконе из набора Лего «Драконья гора» 2013 г.в. (артикул 70403)                                                          |
| 8  | Полицейский 1978 г.           | Коробка с набором Lego                                                           | В память о минифигурке из набора Лего «Полицейский автомобиль» 1978 г.в. (артикул 600) Одна упаковка с минифигуркой на коробку из 60 |
| 9  | Мальчик в костюме паука       | Паук                                                                             | |
| 10 | Парень-торт                   | Именинный торт                                                                   | Праздничный колпак на причёске |
| 11 | Девочка-кактус                |                                                                                  | Минифигурка в костюме кактуса |
| 12 | Девочка в костюме кошки       | Рыба                                                                             | |
| 13 | Парень в костюме автогонщика  |                                                                                  | Минифигурка в костюме автогонщика |
| 14 | Девочка-цветок                |                                                                                  | Минифигурка в костюме цветочного горшка                                                                                              |
| 15 | Парень в костюме ковбоя       |                                                                                  | |
| 16 | Именинник                     | Подарочная коробка с упаковкой Lego Minifigure (2 шт.) Оранжевый воздушный шарик | |
| 17 | Парень в костюме единорога    | Меч Щит                                                                          | Мужской вариант минифигурки «Девочка в костюме единорога» (Серия 13)                                                                 |

### Серия «Гарри Поттер и Фантастические твари»
Серия «Гарри Поттер и Фантастические твари» (артикул: 71022) была выпущена во всём мире 1 августа 2018 года.
Эта серия состоит из следующих упаковок:
| #  | Фигурка                         | Принадлежности                                     | Примечание                                                                    |
| -- | ------------------------------- | -------------------------------------------------- | ----------------------------------------------------------------------------- |
| 1  | Гарри Поттер                    | Волшебная палочка Букля                            |                                                                               |
| 2  | Гермиона Грейнджер              | Волшебная палочка Живоглот                         |                                                                               |
| 3  | Рон Уизли                       | Волшебная палочка Короста                          |                                                                               |
| 4  | Драко Малфой                    | Волшебная палочка Золотой снитч Метла              |                                                                               |
| 5  | Полумна Лавгуд                  | Волшебная палочка Журнал «Придира» 2x3             |                                                                               |
| 6  | Невилл Долгопупс                | Волшебная палочка Мандрагора Котёл                 |                                                                               |
| 7  | Чжоу Чанг                       | Волшебная палочка Сова                             |                                                                               |
| 8  | Дин Томас                       | Волшебная палочка Флаг                             |                                                                               |
| 9  | Волан-де-Морт                   | Волшебная палочка Нагайна                          |                                                                               |
| 10 | Добби                           | Носок 1x2 Дневник Тома Реддла                      |                                                                               |
| 11 | Профессор Трелони               | Волшебная палочка Чайная чашка с блюдцем           |                                                                               |
| 12 | Седрик Диггори                  | Волшебная палочка Кубок «Турнира трёх волшебников» |                                                                               |
| 13 | Профессор Флитвик               | Волшебная палочка Рупор                            |                                                                               |
| 14 | Аластор «Грозный глаз» Грюм     | Волшебная палочка Посох Пузырёк                    | Дополнительная деталь причёски в комплекте для образа Барти Крауча Мл.        |
| 15 | Гарри Поттер в мантии-невидимке | Волшебная палочка                                  |                                                                               |
| 16 | Профессор Альбус Дамблдор       | Волшебная палочка Омут памяти                      |                                                                               |
| 17 | Ньют Саламандер                 | Волшебная палочка Чемодан Нюхль                    |                                                                               |
| 18 | Тина Голдштейн                  | Волшебная палочка Хот-дог                          |                                                                               |
| 19 | Якоб Ковальски                  | Чемодан Печенье (2 шт.)                            |                                                                               |
| 20 | Куинни Голдштейн                | Волшебная палочка Штрудель                         |                                                                               |
| 21 | Криденс Бэрбоун                 | Листовка 1x2                                       |                                                                               |
| 22 | Персиваль Грейвс                | Волшебная палочка                                  | Дополнительная деталь причёски в комплекте для образа Геллерта Грин-де-Вальда |

### Серия «Лего. Фильм 2»
Серия Лего. Фильм 2 (арт. 71023 была выпущена 1 февраля 2019 года.
Серия полностью состоит из персонажей полнометражного компьютерного анимационного фильма «Lego. Movie 2».

### Серия «Дисней 2»
Серия «Дисней 2» (арт. 71024) была выпущена 1 мая 2019 года. Серия полностью состоит из персонажей мультипликационных фильмов студии «Walt Disney Animation Studios» и Pixar Animated Studios.

### Серия 19
Серия 19 (арт. 71025) была выпущена 1 сентября 2019.

### Серия DC Super Heroes
Серия DC Super Heroes (арт. 71026) была выпущена в январе 2020 года. Она полностью состоит из персонажей DC comics.

### Серия 20
Серия 20 (арт. 71027) была выпущена 19 апреля 2020 года.

### Серия Гарри Поттер 2
Серия Гарри Поттер 2 (арт. 71028) была выпущена 1 сентября 2020 года.
Эта серия состоит из следующих упаковок:
| #  | Фигурка               | Принадлежности                                 | Примечание |
| -- | --------------------- | ---------------------------------------------- | ---------- |
| 1  | Гарри Поттер          | Волшебная палочка учебник зельеварения         |            |
| 2  | Альбус Дамблдор       | Бузинная палочка феникс                        |            |
| 3  | Гермиона Грейнджер    | Волшебная палочка Сливочное пиво               |            |
| 4  | Рон Уизли             | Волшебная палочка Сливочное пиво               |            |
| 5  | Полумна Лавгуд        | Волшебная палочка                              |            |
| 6  | Крюкохват             | Меч Годрика Гриффиндора ключ от сейфа          |            |
| 7  | Лили Поттер           | Волшебная палочка Гарри Поттер                 |            |
| 8  | Джеймс Поттер         | Волшебная палочка семейный портрет             |            |
| 9  | Джинни Уизли          | Волшебная палочка мороженое                    |            |
| 10 | Фред Уизли            | Волшебная палочка чемодан                      |            |
| 11 | Джордж Уизли          | Волшебная палочка карта мародёров              |            |
| 12 | Беллатриса Лестрейндж | Волшебная палочка наручники тюремный номер     |            |
| 13 | Кингсли Бруствер      | Волшебная палочка метла                        |            |
| 14 | Плакса Миртл          | Дневник Тома Реддла                            |            |
| 15 | Профессор Стебель     | Волшебная палочка мандрагора                   |            |
| 16 | Невилл Долгопупс      | Волшебная палочка Чудовищная книга о чудовищах |            |

### Серия 21
Серия 21 (арт. 71029) была выпущена 1 января 2021 года.

### Серия Looney Tunes
Серия Looney Tunes (арт. 71030) была выпущена 26 апреля 2021 года. Она основана на франшизе Looney Tunes.

### Серия «Marvel minifigures»
Серия «Marvel minifigures» (арт. 71031) была выпущена 1 сентября 2021 года. Она полностью состоит из персонажей Marvel Comics.

### Серия 22
Серия 22 (арт. 71032) была выпущена 1 января 2022 года.

### Серия «Muppets»
Серия Muppets (арт. 71033) была выпущена 1 мая 2022 года.

### Серия 23
Серия 23 (арт. 71034) была выпущена 1 сентября 2022 года.

### Серия 24
Серия 24 (арт. 71037) была выпущена 1 января 2023 года.

### Серия «Лего Дисней 100 лет»
Серия «Лего Дисней 100 лет» была выпущена 1 мая 2023 года в честь столетнего юбилея The Walt Disney Company.

### Серия «Marvel minifigures 2»
Серия «Marvel minifigures 2» (арт. 71039) была выпущена 1 сентября 2023 года. Она полностью состоит из персонажей Marvel Comics.

### Серия 25
Серия 25 (арт. 71045) была выпущена 1 января 2024 года.

### Серия 26
Серия 26 (арт. 71046) была выпущена 1 мая 2024 года.

### Серия Dungeons & dragons
Серия Dungeons & dragons (арт. 71047) была выпущена 1 сентября 2024 года. Она полностью состоит из персонажей одноимённой франшизы.

### Серия 27
Серия 27 (арт. 71048) была выпущена 1 января 2025 года.

### Серия «Коллекционные гоночные автомобили F1»
Серия «Коллекционные гоночные автомобили F1» (арт. 71049) была выпущена 1 мая 2025 года. Она уникальна тем, что не содержит минифигурок, а состоит из моделей гоночных автомобилей Formula-1.

## Онлайн-игры

### Lego Minifigures Online
29 августа 2013 года компания Funcom официально объявила о выходе массовой многопользовательской онлайн-игре основанной на серии конструкторов Lego Minifigures.
В игре существует несколько миров, в которых игрок может путешествовать и сражаться с врагами, а также подземелий, в зависимости от настроек.
В игре используется традиционная механика «нажми и двигай», позволяющая юным игрокам погрузиться в действие. Однако для продвинутых пользователей существуют специальные возможности, активируемые с помощью цифровой клавиатуры.
Играть можно бесплатно, но имеется возможность разблокировать фигурки, купив и введя код. Также они могут быть получены и в игре.
Игра была выпущена в конце 2014 для iOS, Android, и PC в качестве скачиваемого клиента или возможности играть посредством веб-обозревателя на сайте компании LEGO.
30 сентября 2016 года Funcom объявила о закрытии Lego Minifigures Online.
Начиная с 6 июня 2016 года новые игроки больше не могут присоединяться к игре, также был отключен игровой чат. Существующие игроки могли продолжать играть до 30 сентября 2016 года.